# Tercja (hokej)
Tercja – w hokeju na lodzie:

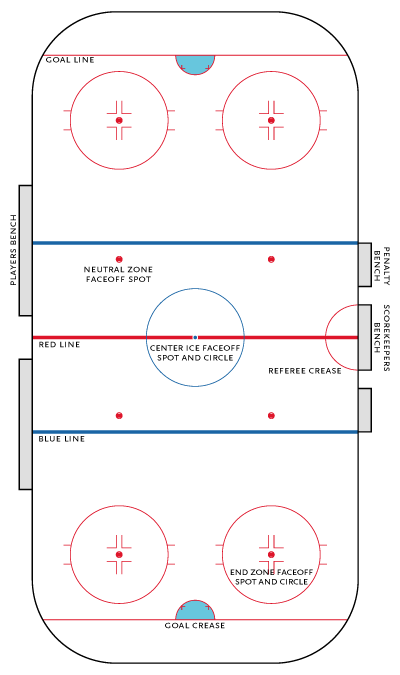
podział na tercje pola gry w hokeja

- tercja – część czasu gry. W hokeju na lodzie do czasu gry wlicza się tylko te okresy, kiedy krążek jest w grze (podobnie jak np. w koszykówce, gdzie liczony jest tylko czas, kiedy piłka jest w grze, a odmiennie niż w piłce nożnej). Tak liczony czas gry w hokeju na lodzie wynosi ogółem 60 minut i podzielony jest na trzy części, zwane tercjami, po dwadzieścia minut, pomiędzy którymi są piętnastominutowe przerwy, w których zawodnicy schodzą do szatni.
- tercja – część pola gry (około 1/3 długości lodowiska). Przed bramką każdej z drużyn znajduje się jej tercja obronna, a pomiędzy nimi – tercja środkowa, przedzielona pośrodku linią środkową. Tercje oddzielone są od siebie liniami koloru niebieskiego. Linia środkowa jest czerwona, podobnie jak dwie linie bramkowe. Zgodnie z przepisami międzynarodowymi każda z trzech tercji mierzy 17,67 metra, a za liniami bramkowymi na obu końcach lodowiska znajdują się wąskie strefy końcowe szerokości 4 metrów. Przepisy, obowiązujące w ligach hokejowych Ameryki Północnej, określają nieco inne rozmiary tercji: środkowa jest węższa od pozostałych dwóch i ma 50 stóp (ok. 15,24 m) wobec 64 stóp (19,51 m) obu tercji obronnych i 11 stóp (3,35 m) stref końcowych. Ogółem lodowisko hokejowe ma - licząc wszystkie trzy tercje i obie strefy końcowe – 61 metrów długości (w Ameryce – 200 stóp, czyli 60,96 m). Szerokość lodowiska wynosi 30 metrów (w Ameryce – 85 stóp, czyli 25,91 m), przy czym w strefach końcowych – wobec zaokrąglenia band w narożnikach (promień zaokrąglenia wynosi zarówno w lidze amerykańskiej, jak w przepisach międzynarodowych, około 8,5 m, tj. 28 stóp) – jest efektywnie mniejsza.